# La Résie-Saint-Martin
La Résie-Saint-Martin é uma comuna francesa na região administrativa de Borgonha-Franco-Condado, no departamento de Alto Sona. Estende-se por uma área de 3,27 km². Em 2010 a comuna tinha 161 habitantes (densidade: 49,2 hab./km²).